# ヤッホー!
『ヤッホー!』は、2016年7月2日から2022年3月12日までさんいん中央テレビ（TSK）で毎週土曜10:55 - 11:50に放送されていた島根・鳥取両県向けの情報バラエティ番組である。
1997年10月から2016年6月25日まで『週刊・ヤッホー!』（しゅうかんヤッホー!）として土曜夕方に放送されていた。2010年4月10日以降の放送時間は毎週土曜 16:50 - 17:30 （日本標準時）。

## 概要

### 週刊・ヤッホー!
毎回山陰地方の旬の話題を提供。回によっては岡山県の蒜山高原や三井アウトレットパーク 倉敷など、山陽地方の行楽情報を取り上げることもあった。さらに、北は北海道から南は沖縄県まで取材をしに行くこともあった。
基本的には生放送であったが、時折収録放送を行うこともあった。また、毎年3月のまつえレディースハーフマラソン前日、7月のフジテレビ『27時間テレビ』放送当日、10月の出雲全日本大学選抜駅伝競走前々日、島根スサノオマジックの試合中継前および当日には、それらの放送準備・撤収とスタッフ確保のために本番組は放送休止となった。
番組は、2016年6月25日放送分をもって同タイトルでの放送を終了。

### ヤッホー!
2016年7月2日から、『ヤッホー!』として番組をリニューアル。
2022年3月12日放送分をもって終了。
次番組は『SOUP』（2022年4月9日 - 、毎週土曜18:00 - 18:30）が放送されている。

## 出演者
- 馬場裕之（ロバート）（2016年12月 - ）
- ネゴシックス（2016年10月 - ）
- すやまとしお（1997年10月[1] - ）
- 布野まちこ（2004年2月[3] - ）
- 平川翔也
- 岡部楓子
- 水木彩也子
- ゆーき
- 西本敦子
- ヤッポ

### 過去の出演者

#### 週刊・ヤッホー!
- 竹内駒英（ - 2007年3月、2008年4月 - 2016年6月）
- 坂西美香（2012年4月[1] - 2016年6月）
- 枡田史子（1997年10月 - 2008年3月[4]）
- 淵本麻祐子[5]
- 渡津久美[6]
- 湯浅チカ子[7]
- 河野美知[8]
- 萩田詩乃（2007年4月 - 2008年3月[4]）
- 竹下佳奈（2007年 - 2009年12月） - 映画コーナー「Viva! Kana Cinema」を担当[9]。
- 朝妻久実（2008年4月 - 2009年3月）
- 原田笑（2009年7月 - 2011年4月）
- 松田朋子（2010年1月 - 2012年8月）
- 若林理紗（2011年4月 - 2012年4月[1]）
- 山下桃（2012年9月 - 2015年4月）
- 島津久美子（2015年4月 - 2016年6月） - 映画コーナー「シマヅ キネマ館」を担当。最終回前週に番組を卒業[10]。

#### ヤッホー!
- 関峻介
- 松島彩

## 放送時間
| 放送対象地域   | 放送局                    | 放送時間                   | 放送開始                  | 備考   |
| -------------- | ------------------------- | -------------------------- | ------------------------- | ------ |
| 鳥取県・島根県 | さんいん中央テレビ（TSK） | 土曜 10:25 - 11:45（80分） | 2016年7月 - 2019年3月     | 制作局 |
| 鳥取県・島根県 | さんいん中央テレビ（TSK） | 土曜 10:55 - 11:50（55分） | 2019年4月 - 2022年3月12日 | 制作局 |